# リチャード・シャーマン (アメリカンフットボール)
リチャード・ケビン・シャーマン（Richard Kevin Sherman、1989年3月30日 - ）はカリフォルニア州コンプトン出身のアメリカンフットボール選手。ポジションはコーナーバック。

## 経歴

### 高校時代
高校時代は、アメリカンフットボールと陸上競技を行った。3年次には28回のレシーブ（平均30ヤード）で14TDをあげた。陸上競技でもUSAトゥデイよりオールアメリカンに選ばれる活躍を見せ、三段跳で50フィート8インチを跳んで、カリフォルニア州のチャンピオンになった。また100mで10秒77、110mハードルで13秒99、走幅跳で23フィート8インチの自己ベストをマークした。

### 大学時代
スタンフォード大学に進学した彼は、1年次には、ワイドレシーバーとして起用され、34回のレシーブで581ヤード獲得、3TDをあげて、フレッシュマンのオールアメリカンに選ばれた。その後2年間で47回のレシーブで759ヤード、4TDをあげた。2008年には4試合に出場したところで、ひざを負傷しシーズン絶望となった。怪我から復帰後、コーナーバックに転向し、2シーズンで112タックル、6インターセプトをあげた。2010年6月学位を取得したが、修士課程に進学し、5年目となるこの年もプレー、チームは12勝1敗でシーズンを終えた。

### プロ入り後
| 身長                         | 体重           | 腕 の 長 さ   | 手 の 大 き さ   | 40Yrd ダ ッ シ ュ | 10Yrd ス プ リ ッ ト | 20Yrd ス プ リ ッ ト | 20Yrd シ ャ ト ル | 3 コ 丨 ン ド リ ル | 垂 直 跳 び   | 立 ち 幅 跳 び      | ベ ン チ プ レ ス | ワ ン ダ 丨 リ ッ ク |
| ---------------------------- | -------------- | ------------- | ---------------- | ----------------- | -------------------- | -------------------- | ----------------- | ------------------- | ------------- | ------------------- | ----------------- | -------------------- |
| 6 ft 2+5⁄8 in (190 cm)       | 195 lb (88 kg) | 32 in (81 cm) | 9+3⁄4 in (25 cm) | 4.56 s            | 1.61 s               | 2.65 s               | 4.33 s            | 6.82 s              | 38 in (97 cm) | 10 ft 5 in (3.18 m) | 16 回             | 24                   |
| All values from NFL Combine. |                |               |                  |                   |                      |                      |                   |                     |               |                     |                   |                      |

### シアトル・シーホークス
2011年のNFLドラフトでは5巡でシアトル・シーホークスに指名されて入団した。この年、マーカス・トルファント、ウォルター・サーモンドの負傷もあり、10試合に先発出場し、53タックル、21パスディフェンス、4インターセプトをあげて、プロフットボール・ウィークリーより、オールルーキーチームに選ばれた。
2012年第5週の勝利したニューイングランド・ペイトリオッツ戦では、相手QBのトム・ブレイディに試合中盛んに話しかけた。第8週のデトロイト・ライオンズ戦を前に、相手のエースレシーバー、カルビン・ジョンソン（メガトロンの愛称を持つ）に対抗してTwitterで自らを「オプティマス・プライム」と称した。この試合で彼はジョンソンをチームメートとともに、3回46ヤードとシーズン最少の記録に抑えた。この年8インターセプト、NFLトップの23パスディフェンスを記録し、最優秀守備選手賞に推す声もあったが、プロボウルには選ばれなかった。第6週のニューイングランド・ペイトリオッツ戦ではトム・ブレイディからインターセプトを奪ったが、試合中盛んにブレイディに対して口撃をしかけた。第10週のニューヨーク・ジェッツ戦では自陣6ヤードまで攻め込まれたところから、マーク・サンチェスのパスをインターセプト、失点を防いだ。またこの試合ではプロ初サックを記録、ファンブルを誘いターンオーバーにつなげる活躍を見せ、NFC週間MVP守備部門に選ばれた。
11月下旬、運動能力強化薬物(RED)規定違反の疑いで、ブランドン・ブラウナーとともに、シーズン終盤の4試合の出場停止処分を受けた。これに対してブラウナーは、12月4日に異議申し立てを取り下げてレギュラーシーズン最後の4試合を欠場したが、彼は異議申し立てを継続し、最終的に処分は取り消しとなった。第14週のアリゾナ・カージナルス戦では2インターセプトをあげ、その内の1回はリターンTDにつなげている。第16週のサンフランシスコ・フォーティナイナーズ戦では、FGブロックされたボールをリカバーし90ヤードのリターンTD、またインターセプトをあげた。最終週のセントルイス・ラムズ戦でも1インターセプトをあげた。
プレーオフで対戦するワシントン・レッドスキンズからは、シャーマンが出場停止処分を逃れたことについて「彼は詐欺師だ。」といったコメントも見られた。
2013年、第15週のニューヨーク・ジャイアンツ戦では2インターセプトをあげた。この年、プロボウルに選出された。この年チームはパス喪失ヤード、相手パスディフェンスでリーグトップの成績を残した。サンフランシスコ・フォーティナイナーズとのNFCチャンピオンシップゲームでは、コリン・キャパニックからエンドゾーン内のマイケル・クラブツリーに投げられたパスをはじき、これをマルコム・スミスがインターセプトし、チームはスーパーボウル出場を決めた。

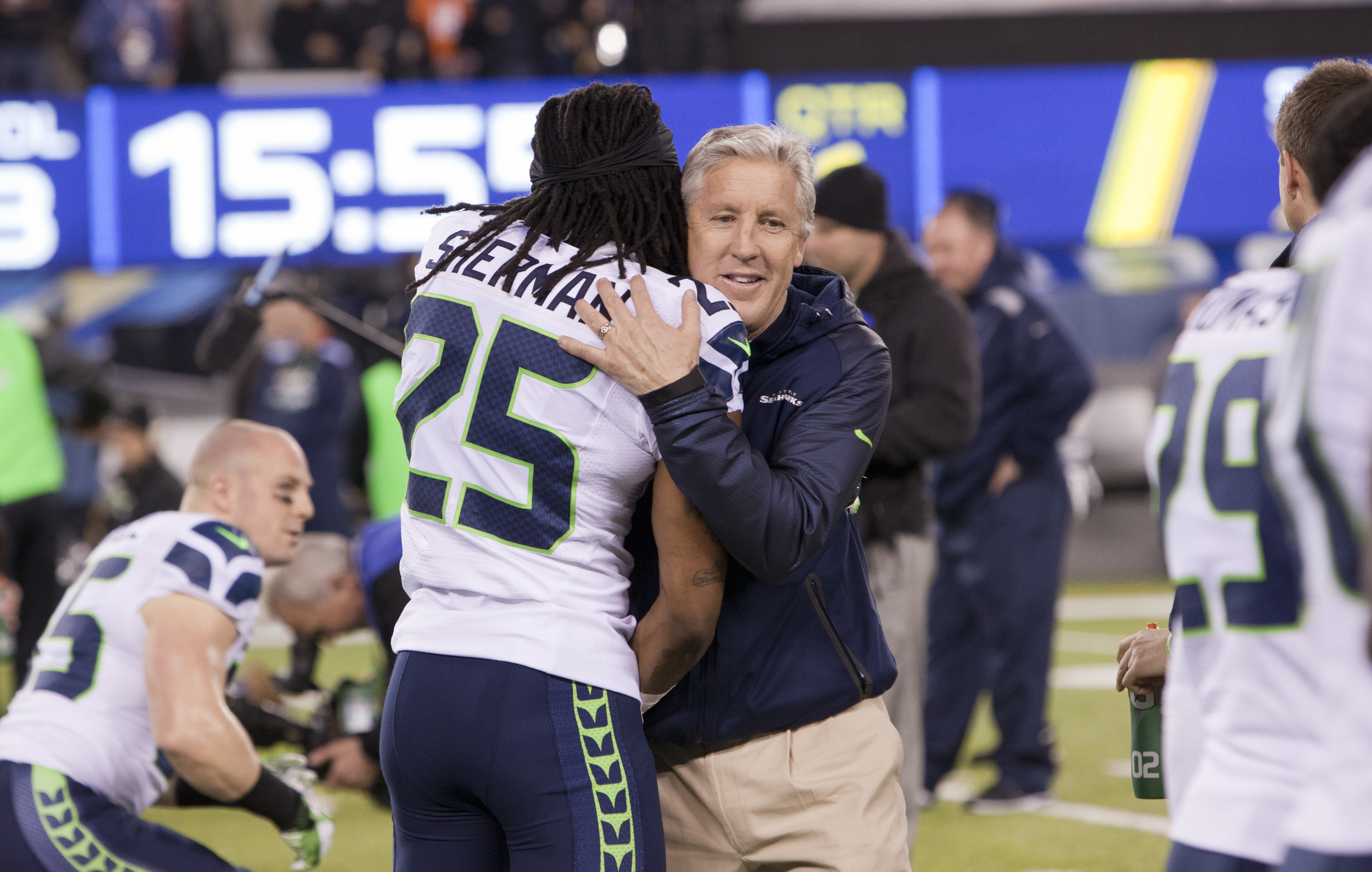
第48回スーパーボウルにて、ヘッドコーチのピート・キャロルと抱擁するシャーマン

デンバー・ブロンコスと対戦したスーパーボウルにてシャーマンは先発出場した。チームも43-8で勝利し、球団創設初のスーパーボウルチャンピオンに輝いた。
2014年5月7日にシーホークスと4年5600万ドルで契約を延長させ、リーグ史上最高額のCBとなった。
このシーズンは全16試合に先発し、57タックル(ソロタックル45回)、4インターセプトという成績でプロボウルとオールプロ1stチームの両方に選出された。
チームも地区優勝を果たし、プレーオフも勝ち進み2年連続でスーパーボウルに進出した。ニューイングランド・ペイトリオッツと対戦した第49回スーパーボウルでは先発出場し、3タックルを挙げる活躍を見せたが、チームは24-28で敗れた。試合後に左肘のトミー・ジョン手術を受けることが発表された。
2015年シーズンも全16試合に先発出場し、タックル50回（ソロ33回）、パスディフレクション14回、インターセプト2回を記録し、プロボウルに選出された。
2016年シーズンも全16試合に先発出場し、タックル58回（ソロ38回）、パスディフレクション13回、インターセプト4回を記録したが、シーズン終了後に膝内側側副靭帯の怪我を隠して出場を続けていたことが分かった。
2017年シーズン、第10週のアリゾナ・カージナルス戦にてアキレス腱を断裂し、ここでシーズンエンドとなった。オフにシーホークスからリリースされた。

### サンフランシスコ・49ers

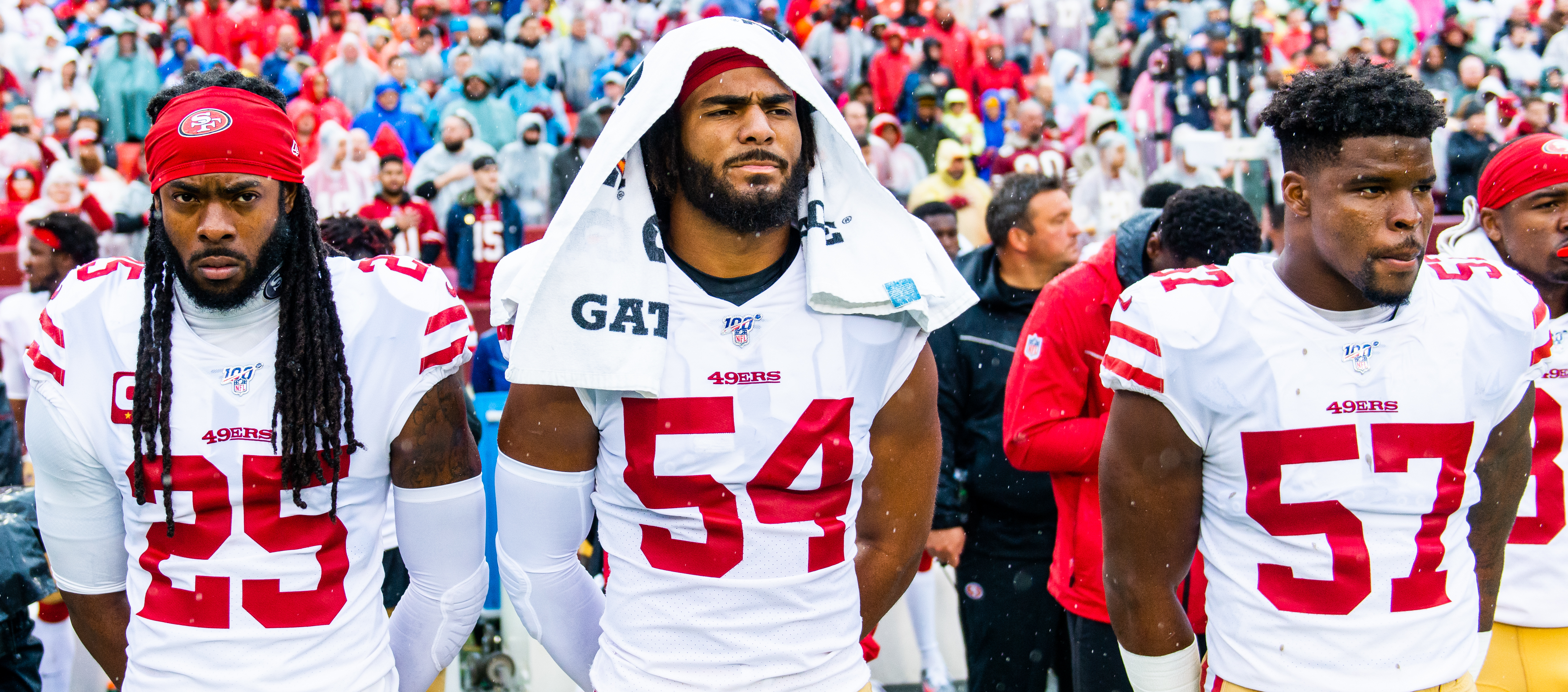
2019年のシャーマン(左の25番)

2018年シーズン終了後、シーホークスからリリースされた翌日の2018年3月10日、シャーマンはサンフランシスコ・49ersと3年3900万ドルの契約に合意した。
49ersでの1年目のシーズンは14試合出場で37タックル、1サックを記録した。
2019年シーズンは15試合出場で61タックル、3インターセプトを記録し、開幕戦ではタッチダウンも挙げた。このシーズンは2016年以来となるプロボウルに選出された。チームは地区優勝を果たし、第54回スーパーボウルにも出場したが、20-31で敗れ自身2回目のスーパーボウル制覇とはならなかった。
3年契約の最終年となった2020年はふくらはぎの怪我の影響で5試合の出場に留まり、1インターセプトを記録した。オフにFAとなった。

### タンパベイ・バッカニアーズ
2021年9月29日にタンパベイ・バッカニアーズと1年契約を結んだ。このシーズンはハムストリングの怪我に悩まされ、5試合の出場に留まった。

### バッカニアーズ退団後

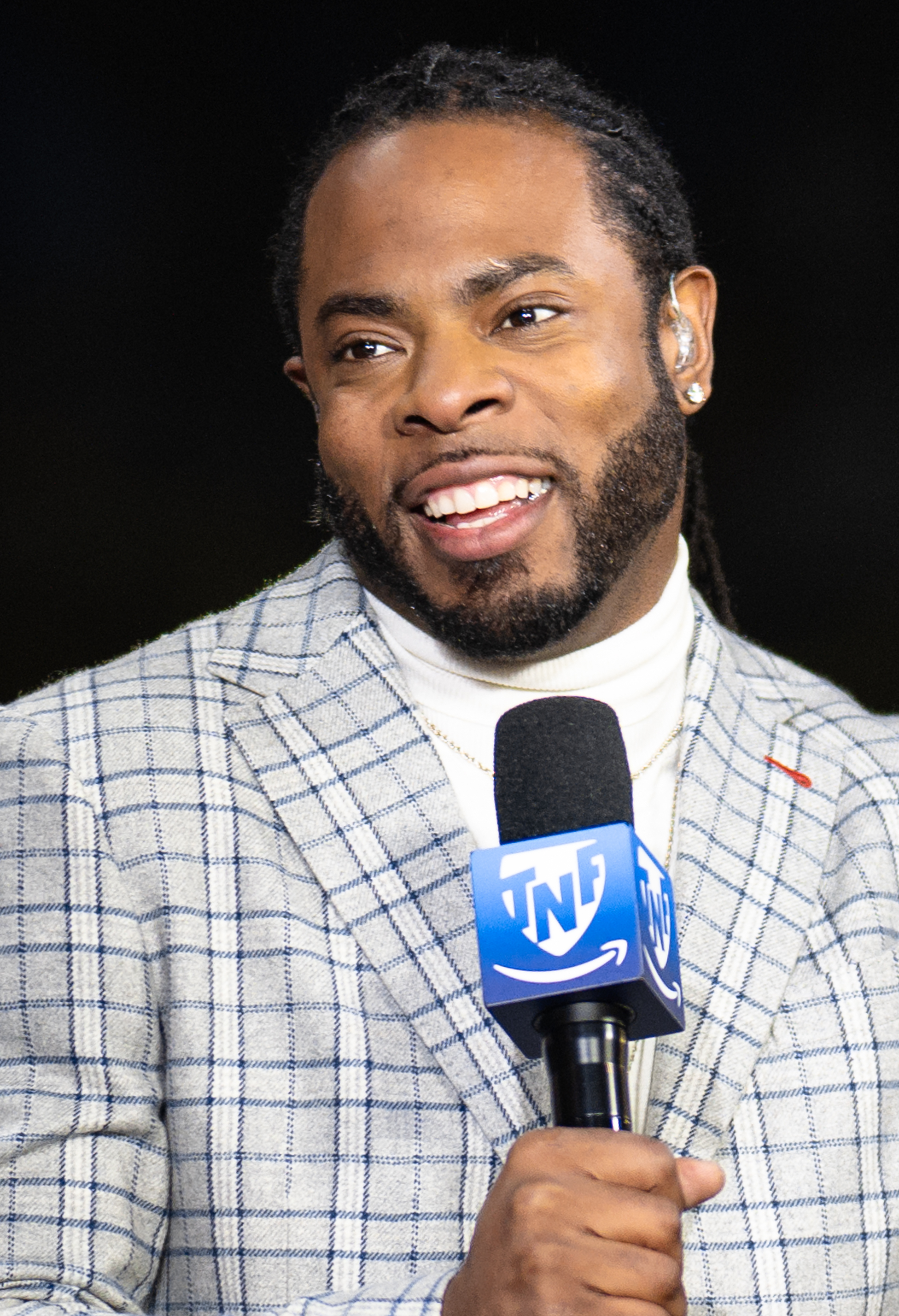
サーズデーナイトフットボールに出演するシャーマン(2023年)

2022年6月14日にAmazon Prime Videoで配信されるサーズデーナイトフットボールのアナリストに就任することが発表されたが、現役引退については否定した。
2023年7月、フィラデルフィア・イーグルス所属のレーン・ジョンソンへのインタビューの中で2021年が自分のキャリアの最後のシーズンだったと認め、事実上の引退を表明した。

## 詳細情報

### 年度別成績
| 記録 | 記録                 |
| ---- | -------------------- |
|      | スーパーボウル優勝年 |
|      | リーグ最高記録       |
| 太字 | 自己最高記録         |

#### レギュラーシーズン
| 年度  | チーム | 試合 | 試合 | タックル | タックル | タックル | タックル | パスカバー   | パスカバー     | パスカバー     | パスカバー         | パスカバー         | パスカバー | ファンブル         | ファンブル         |
| 年度  | チーム | 出場 | 先発 | コンビ   | ソロ     | アシスト | QBサック | パスブロック | インターセプト | リターンヤード | 平均リターンヤード | 最長リターンヤード | TD         | ファンブルフォース | ファンブルリカバー |
| ----- | ------ | ---- | ---- | -------- | -------- | -------- | -------- | ------------ | -------------- | -------------- | ------------------ | ------------------ | ---------- | ------------------ | ------------------ |
| 2011  | SEA    | 16   | 10   | 55       | 47       | 8        | 0.0      | 17           | 4              | 45             | 11.2               | 33                 | 0          | 1                  | 0                  |
| 2012  | SEA    | 16   | 16   | 64       | 53       | 11       | 1.0      | 24           | 8              | 57             | 7.1                | 29                 | 1          | 3                  | 1                  |
| 2013  | SEA    | 16   | 16   | 48       | 38       | 10       | 0.0      | 16           | 8              | 125            | 15.6               | 58T                | 1          | 0                  | 2                  |
| 2014  | SEA    | 16   | 16   | 57       | 45       | 12       | 0.0      | 8            | 4              | 81             | 20.2               | 53                 | 0          | 1                  | 0                  |
| 2015  | SEA    | 16   | 16   | 50       | 33       | 17       | 0.0      | 14           | 2              | 30             | 15.0               | 26                 | 0          | 0                  | 0                  |
| 2016  | SEA    | 16   | 16   | 58       | 38       | 20       | 0.0      | 13           | 4              | 37             | 9.2                | 31                 | 0          | 0                  | 1                  |
| 2017  | SEA    | 9    | 9    | 35       | 25       | 10       | 0.0      | 7            | 2              | 20             | 10.0               | 19                 | 0          | 0                  | 1                  |
| 2018  | SF     | 14   | 14   | 37       | 30       | 7        | 1.0      | 4            | 0              | 0              | 0.0                | 0                  | 0          | 0                  | 1                  |
| 2019  | SF     | 15   | 15   | 61       | 48       | 13       | 0.0      | 11           | 3              | 65             | 21.7               | 31T                | 1          | 0                  | 0                  |
| 2020  | SF     | 5    | 5    | 18       | 16       | 2        | 0.0      | 1            | 1              | 18             | 18.0               | 18                 | 0          | 0                  | 0                  |
| 2021  | TB     | 5    | 3    | 11       | 11       | 0        | 0.0      | 1            | 1              | 0              | 0.0                | 0                  | 0          | 0                  | 1                  |
| Total | Total  | 143  | 136  | 495      | 385      | 110      | 2.0      | 116          | 37             | 478            | 12.9               | 58T                | 3          | 5                  | 7                  |

## 人物
ラインバッカー並のサイズを持ち、フィジカルの強さを持ったコーナーバックである。
レシーバーとのコンタクトが認められている、スクリメージラインから5ヤード以内の地点での激しいコンタクトを行っており、同地区ライバルのサンフランシスコ・フォーティナイナーズQBアレックス・スミスからは、イリーガルコンタクトの反則が取られるべきだと言われたこともある。
ビッグマウスとして知られており、その言動はしばしば見出しとなっている。
2014年、自身と同じくロサンゼルスのワッツ地区で育ったフィラデルフィア・イーグルスのエースWRデショーン・ジャクソンが解雇された際、ロサンゼルスのギャングとの関係も噂されていたジャクソンについて、昔からの友人関係を重んじたジャクソンが解雇され、人種差別発言で罰金を受けたライリー・クーパーが残留したことはアンフェアであるとコメントした。